# Marquese Chriss
Marquese De'Shawn Chriss (Sacramento, California; 2 de julio de 1997) es un baloncestista estadounidense que actualmente se encuentra sin equipo. Con 2,06 metros de estatura, juega en la posición de ala-pívot.

## Trayectoria deportiva

### Universidad
Jugó una única temporada con los Huskies de la Universidad de Washington, en la que promedió 13,7 puntos, 5,4 rebotes y 1,6 tapones por partido. Los 55 tapones que colocó a lo largo de la temporada lo convierten en el mejor freshman de la historia de su universidad en ese apartado. Al término de la temporada se declaró elegible para el draft de la NBA.

#### Estadísticas
| Año     | Equipo     | PJ | PT | MPP  | %TC  | %3P  | %TL  | RPP | APP | ROB | TPP | PPP  |
| ------- | ---------- | -- | -- | ---- | ---- | ---- | ---- | --- | --- | --- | --- | ---- |
| 2015–16 | Washington | 34 | 34 | 24.9 | .530 | .350 | .685 | 5.4 | .8  | .9  | 1.6 | 13.8 |

### Profesional
Fue elegido en la octava posición del Draft de la NBA de 2016 por Phoenix Suns. Debutó como profesional el 26 de octubre, en un partido ante Sacramento Kings, en el que consiguió 7 puntos y 4 rebotes.
En agosto de 2018 fue traspasado junto con Brandon Knight a Houston Rockets a cambio de Ryan Anderson y De'Anthony Melton.
El 6 de febrero de 2019, es traspasado a Cleveland Cavaliers junto con su compañero Brandon Knight, en un traspaso entre tres equipos que involucró también a Sacramento y Houston.
El 24 de septiembre de 2019, firma con Golden State Warriors por una temporada. El 7 de enero de 2020 fue cortado por los Warriors para hacer hueco en la plantilla y firmar a Damion Lee. El 15 de enero, Chriss vuelve a firmar un contrato dual con los Warriors.
Al inicio de la temporada 2020-21, el 27 de diciembre de 2020, Marquese sufre una fractura en la pierna que le dejaría fuera para toda la temporada. El 25 de marzo de 2021, es traspasado a San Antonio Spurs a cambio de Cady Lalanne. Pero tres días después fue cortado sin disputar ningún encuentro.
De cara a la 2021-22, el 3 de septiembre de 2021, firma un contrato no garantizado con Portland Trail Blazers, siendo cortado el 16 de octubre tras cuatro encuentros de pretemporada. El 20 de diciembre, firma un contrato de 10 días con Dallas Mavericks. Frimó otros dos contratos de 10 días consecutivos, hasta que el 15 de enero de 2022 firma un contrato por 2 años.
Tras una temporada en Dallas, el 15 de junio de 2022 es traspasado a Houston Rockets junto a Sterling Brown, Trey Burke y Boban Marjanović, a cambio de Christian Wood. Pero el 30 de septiembre vuelve a ser traspasado junto a David Nwaba, Sterling Brown y Trey Burke a Oklahoma City Thunder, a cambio de Derrick Favors, Ty Jerome, Moe Harkless y Theo Maledon. El 17 de octubre es cortado por los Thunder.

## Estadísticas de su carrera en la NBA

### Temporada regular
| Año     | Equipo       | PJ  | PT  | MPP  | %TC  | %3P  | %TL  | RPP | APP | ROB | TPP | PPP |
| ------- | ------------ | --- | --- | ---- | ---- | ---- | ---- | --- | --- | --- | --- | --- |
| 2016-17 | Phoenix      | 82  | 75  | 21.3 | .449 | .321 | .624 | 4.2 | .7  | .8  | .9  | 9.2 |
| 2017-18 | Phoenix      | 72  | 49  | 21.2 | .423 | .295 | .608 | 5.5 | 1.2 | .7  | 1.0 | 7.7 |
| 2018-19 | Houston      | 16  | 0   | 6.5  | .324 | .067 | .857 | 1.8 | .4  | .1  | .3  | 1.8 |
| 2018-19 | Cleveland    | 27  | 2   | 14.6 | .384 | .263 | .684 | 4.2 | .6  | .6  | .3  | 5.7 |
| 2019-20 | Golden State | 59  | 21  | 20.3 | .545 | .205 | .769 | 6.2 | 1.9 | .7  | 1.1 | 9.3 |
| 2020-21 | Golden State | 2   | 0   | 13.5 | .357 | .200 | .500 | 6.5 | 1.0 | .0  | 1.0 | 6.5 |
| 2021-22 | Dallas       | 34  | 0   | 10.2 | .463 | .320 | .667 | 3.0 | .5  | .4  | .4  | 4.5 |
| Total   | Total        | 292 | 147 | 18.3 | .456 | .290 | .667 | 4.7 | 1.0 | .6  | .8  | 7.6 |

### Playoffs
| Año   | Equipo | PJ | PT | MPP | %TC  | %3P  | %TL  | RPP | APP | ROB | TPP | PPP |
| ----- | ------ | -- | -- | --- | ---- | ---- | ---- | --- | --- | --- | --- | --- |
| 2022  | Dallas | 8  | 0  | 3.8 | .500 | .500 | .833 | 1.1 | .0  | .0  | .0  | 1.8 |
| Total | Total  | 8  | 0  | 3.8 | .500 | .500 | .833 | 1.1 | .0  | .0  | .0  | 1.8 |